# Alfred Bestall
Alfred Bestall est un dessinateur britannique, né en 1892 à Mandalay, en Birmanie, et mort en 1986 au pays de Galles.

## Biographie
Alfred Bestall a écrit et dessiné Rupert Bear pour le London Daily Express de 1935 à 1965.